# Back to the 80's
Back to the 80's är en sång som skrevs av Søren Rasted, Claus Norreen och släpptes på singel den 25 maj 2009 och blev gruppen Aquas första singel sedan "We Belong to the Sea" 2001.
Sångtexten handlar om 1980-talet, och nämner flera av det decenniets berömdheter.

## Släpphistorik
| Region             | Date            | Format              |
| ------------------ | --------------- | ------------------- |
| Chile              | 11 oktober 2009 | Digital nedladdning |
| Danmark            | 25 maj 2009     | Digital nedladdning |
| Euripeiska unionen | 21 augusti 2009 | Digital nedladdning |
| Frankrike          | 9 november 2009 | CD-singel           |

## Listplaceringar
| Lista (2009)              | Topplacering |
| ------------------------- | ------------ |
| Danska singellistan       | 1            |
| Norska singellistan       | 3            |
| Svenska singellistan      | 25           |
| Danska nedladdningslistan | 1            |

### Fotnoter
1. ↑  ”Arkiverade kopian”. Arkiverad från originalet den 4 juli 2009. https://web.archive.org/web/20090704235154/http://danishcharts.com/showitem.asp?interpret=Aqua&titel=Back+To+The+80%27s&cat=s. Läst 9 september 2009.
2. ↑  http://norwegiancharts.com/showitem.asp?interpret=Aqua&titel=Back+To+The+80%27s&cat=s
3. ↑  http://swedishcharts.com/showitem.asp?interpret=Aqua&titel=Back+To+The+80%27s&cat=s
4. ↑  ”Arkiverade kopian”. Arkiverad från originalet den 16 december 2010. https://web.archive.org/web/20101216152652/http://hitlisterne.dk/tracklisten.asp?list=b20. Läst 9 september 2009.